# Mangahurco
Mangahurco ist eine Ortschaft und eine Parroquia rural („ländliches Kirchspiel“) im Kanton Zapotillo der ecuadorianischen Provinz Loja. Die Parroquia besitzt eine Fläche von 168,62 km² (Stand 2020). Die Einwohnerzahl lag im Jahr 2020 schätzungsweise bei 598.

## Lage
Die Parroquia Mangahurco liegt im Tumbes-Hügelland im äußersten Südwesten von Ecuador an der peruanischen Grenze. Das Areal liegt in Höhen zwischen 190 m und 1075 m. Der Norden wird direkt zum Río Puyango entwässert. Der zentrale und südliche Teil der Parroquia wird nach Süden über die Quebrada Cazaderos, ein linker Nebenfluss des Río Puyango, entwässert. Der etwa 300 m hoch gelegene Hauptort befindet sich an der Quebrada Cazaderos unweit der peruanischen Grenze 33 km nordwestlich vom Kantonshauptort Zapotillo.
Die Parroquia Mangahurco grenzt im Osten und im Südosten an die Parroquia Bolaspamba, im Süden und im Südwesten an Peru, im Nordwesten und im Norden an die Parroquia Cazaderos sowie im äußersten Nordosten nochmals an Peru und an die Parroquia El Limo (Kanton Puyango).

## Orte und Siedlungen
In der Parroquia gibt es neben dem Hauptort folgende Barrios: Cañaveral, El Faique, Guabal, La Leonera, La Rusia, Miraflores, Ojos de Agua, Saucecito, Sauco  und Santa Teresita.

## Geschichte
Am 12. Oktober 1910 wurde die Parroquia unter dem Namen "Cazaderos" mit dem Verwaltungssitz Mangahurco im Kanton Celica gegründet. Zu der Parroquia gehörten damals die Barrios Bolaspamba, Chaquino, El Guabo, Vega Alta, Mangahurquillo, La Leonera, Rusia, Chaguarguyco, Gramadales, Progreso, Cruz Blanca, Hacienda Vieja, Cazaderos und Cañaveral. 1947 wurde die Parroquia Teil des neu geschaffenen Kantons Puyango. Im Jahr 1980 ging die Parroquia in den neu gegründeten Kanton Zapatillo über. Am 7. Juli 2006 trennte sich der östliche Teil zur eigenständigen Parroquia Bolaspamba ab. Am 5. November 2010 erhielt die Parroquia ihren heutigen Namen "Mangahurco". Am 19. Dezember 2011 wurde auch der westliche Teil der Parroquia ausgegliedert und bildet seither die Parroquia Cazaderos.

## Área Ecológica de Conservación Municipal Los Guayacanes
Die Landschaft ist von Trockenwald-Vegetation geprägt. Das Schutzgebiet "Área Ecológica de Conservación Municipal Los Guayacanes" besitzt eine Fläche von 172,64 km² und wird von folgenden Koordinaten (, , , ) begrenzt. Es erstreckt sich über die Parroquias Cazaderos, Mangahurco und Bolaspamba. Der Begriff "Guayacán" umfasst folgende Baum- und Strauchgattungen: Caesalpinia, Guaiacum, Porlieria und Tabebuia.